# Hyalophlebia demoulini
Hyalophlebia demoulini is een haft uit de familie Leptophlebiidae. De wetenschappelijke naam van de soort is voor het eerst geldig gepubliceerd in 1960 door Kimmins.
De soort komt voor in het Afrotropisch gebied.